# Хегге, Пер
Пер Эгиль Хегге (норв. Per Egil Hegge; 6 марта 1940 — октябрь 2023) — норвежский журналист.

## Биография
Родился в Тронхейме, провинция Сёр-Трёнделаг в семье двух учителей из Skatval. В 1941 году семья переехала в Иннерёй.
На военную службу был призван в элитную часть норвежских вооружённых сил с усиленным изучением русского языка. Свою карьеру журналиста начал в Норвежском информационном агентстве, затем в 1962 году был взят на работу в газету «Aftenposten» и оставался там до конца своей карьеры. В 1963—1965 годах работал корреспондентом этой газеты в Лондоне, а затем работал в Норвегии. В 1968 году получил премию Narvesen Prize, отбор претендентов на которую производит Норвежская Ассоциация Прессы.
С 1969 по 1971 год был московским корреспондентом газеты «Aftenposten». 6 октября 1969 года задержан в ГУМе во время акции шведских студентов Харальда Бристоля и Элизабет Ли в защиту генерала Петра Григоренко. Отпущен после двух часов в камере. В отделе печати советского МИДа Хегге сделали внушение. В 1971 году выслан из страны, одна из причин этого состояла в том, что он был первым журналистом, взявшим интервью у Александра Солженицына после получения им Нобелевской премии по литературе в 1970 году.
С 1971 по 1977 год работал в Норвегии. В 1977—1981 годах был корреспондентом в Вашингтоне, в это время он был тогда редактор отдела. Затем с 1984 по 1988 год был редактором журнала «A-magasinet», принадлежащего газете «Aftenposten». С 1992 по 1998 года работал редактором отдела культуры. Он вышел в отставку в 2005 году, но по-прежнему вёл колонку о правильном использовании норвежского языка. Литературовед Оге Борхгревинк Хегге назвал «сторожевой собакой недовольных» в том, что касается восприятия качественного роста норвежского языка.
С 1985 по 1988 год Хегге возглавлял норвежский филиал ПЕН-клуба. Он автор нескольких книг, вначале основной темой его книг были международные отношения. В последние годы несколько книг он посвятил правильному использованию норвежского языка и другим популярным темам. Он также написал биографии Отто Свердрупа (1996), Фритьофа Нансена (2002) и короля Норвегии Харальда V (2006). Его биография Нансена в 2007 году была переведена на армянский язык. Хегге известен также как популярный лектор.
В 2003 году он был награждён Королевским Норвежским Орденом Святого Олафа (Рыцарь 1-го класса).